# الكرامة (الإمارات العربية المتحدة)
الكرامة كانت مدينة مخططة مقترحة سيتم بناؤها على حدود إمارتي أبو ظبي ودبي. كان من المفترض أن تكون العاصمة الدائمة لدولة الإمارات العربية المتحدة كما هو منصوص عليه في دستور عام 1971. ولم يتم بناء المدينة المقترحة أبدًا، وأصبحت أبو ظبي العاصمة الرسمية لدولة الإمارات العربية المتحدة في عام 1996.

## تاريخ
في عام 1968، أعلنت المملكة المتحدة أنها ستنهي حمايتها على الإمارات المتصالحة (أسلاف دولة الإمارات العربية المتحدة)، مما دفع حكام الولايات إلى اقتراح اتحاد الإمارات العربية مع البحرين وقطر المجاورتين، على أن يتم قيادته. من قبل مجلس أعلى يتكون من حكامهم التسعة. وواجهت المفاوضات مخاوف أمنية بالإضافة إلى قضايا التمثيل.
وفي 21 أكتوبر 1969، وافق الاجتماع السادس والأخير للمجلس الأعلى على أن تستضيف أبو ظبي، الأكبر (من حيث المساحة) والأغنى بين الدول التسعة، عاصمة الدول الجديدة بشكل مؤقت، مع بناء عاصمة جديدة بين أبو ظبي ودبي. لم تحصل المصادقة على هذا الاتفاق أبداً بعد انهيار الاجتماع إثر تدخل بريطاني أخرق. في النهاية انسحبت البحرين وقطر من الاتحاد المقترح.
في 10 يوليو 1971، أعلنت الإمارات المتصالحة تشكيل دولة الإمارات العربية المتحدة، وعادت مسألة رأس المال إلى الظهور. واقترحت الإمارات الخمس الصغيرة بناء عاصمة جديدة على حدود دبي والشارقة، بحجة أن أموال التنمية سيتم استخدامها بشكل أفضل لصالح الإمارات الشمالية الفقيرة بالنفط، لكن هذا الاقتراح قوبل بالرفض من قبل دبي وأبو ظبي. وفي النهاية تم الاتفاق على التسوية السابقة، حيث نصت المادة التاسعة من الدستور النهائي على ما يلي:
1. تنشأ عاصمة الاتحاد في المنطقة المخصصة للاتحاد من قبل إمارتي أبو ظبي ودبي على الحدود بينهما وتسمى الكرامة.
2. يخصص في ميزانية الاتحاد للسنة الأولى المبلغ اللازم لتغطية نفقات الدراسات الفنية والتخطيط لبناء العاصمة. ومع ذلك، يجب أن تبدأ أعمال البناء في أسرع وقت ممكن، ويجب أن تكتمل في مدة لا تزيد على سبع سنوات من تاريخ دخول هذا الدستور حيز التنفيذ.
3. وإلى أن يتم الانتهاء من بناء عاصمة الاتحاد، تكون أبو ظبي المقر المؤقت للاتحاد.

دخل الدستور حيز التنفيذ في 2 ديسمبر 1971، وعاصمته أبو ظبي المؤقتة، ولمدة خمس سنوات. بعد ربع قرن من صدور الدستور الأولي، أصدر المجلس الأعلى لدولة الإمارات العربية المتحدة التعديل الدستوري رقم 100، مرسوم اتحادي رقم 1 مايو 1996 والذي حدد أن "مدينة أبو ظبي عاصمة الاتحاد". وبذلك أنهى أخيرًا أي احتمال لبناء الكرامة كعاصمة جديدة لدولة الإمارات العربية المتحدة.

## إرث
وحتى في دولة الإمارات العربية المتحدة، لا يعرف سوى القليل اليوم عن العاصمة المخطط لها. ومع ذلك، لا تزال بعض الإشارات إلى الكرامة موجودة في البنية التحتية لدولة الإمارات العربية المتحدة؛ على سبيل المثال، يظل رمز منطقة الهاتف 01 (1 971+) محجوزًا للمدينة.